# Dušan Rajković
Pour les articles homonymes, voir Rajković (homonymie).
Dušan Rajković est un joueur d'échecs yougoslave puis serbe né le 17 juin 1942 à Kruševac.

## Biographie et carrière
Dušan Rajković remporta les tournois de :
- Vrnjačka Banja en 1976 ;
- Smederevska Palanka en 1977 et 1979 (également deuxième du tournoi en 1981 et 1982) ;
- Athènes (Acropolis) en 1980 ;
- Bruxelles en 1987 (tournoi OHRA) ;
- Bačka Palanka  en 2002.

Il finit également deuxième des tournois de :
- Majdanpek en 1976 ;
- Vršac en 1979 (victoire de Michael Stean) ;
- Baden-Baden en 1988 (victoire de Tsechkovski).

Il obtint le titre de grand maître international en 1977. 
Il fut champion de Yougoslavie en 1983. La même année, il participa au championnat d'Europe d'échecs des nations au septième échiquier de l'équipe de Yougoslavie et remporta la médaille d'argent par équipe.